# Asman Jah

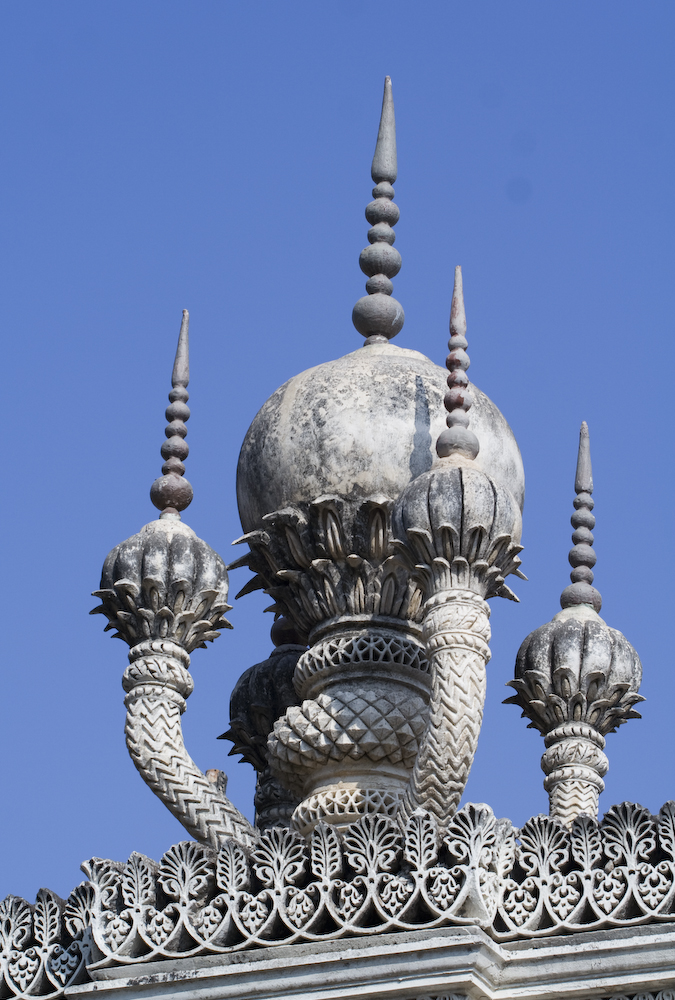
Dach der Familiengrabstätte (Paigah Tombs) von Asam Jah

Seine Exzellenz Nawab Mohammad Mazahr ud-Din Khan Asman Jah Rafath Jung, Bashir ud-Dawla, Umdat ul-Mulk, Azam ul-Umara, Amir-i-Akbar, Bahadur, KCIE (* 1839 in Hyderabad; † 1898 in Hyderabad), war Adeliger des indischen Fürstenstaats Hyderabad. Zu Zeiten Asaf Jah VI. Mitglied des Kronrats und 1887–1893 Diwan.

## Lebensweg
Asman Jah war der älteste Sohn von Sabkat Jung (= Bashir-ul-Mulk) aus der älteren Linie der Söhne des Shams ul-Umara (Diwan 1848/9; = Amir-i-Kabir I.). Als solcher war er ein Urenkel von Asaf Jah II. Der Klan war, nach dem Herrscher, der zweitgrößte Grundbesitzer (als paigah zur Heerfolge verpflichtet) des Landes. Traditionell stellte die Familie den Oberkommandierenden der Truppen des Fürstentums. Sein Bruder Khurshid Jah und Vetter Viqar ul-Umara hielten in den 1890ern ebenfalls höchste Staatsämter. Er war, wie sein Verwandter Viqar ul-Umara, mit einer Tochter von Asaf Jah V. verheiratet.
Nach dem Tod seines Onkels, während der Minderjährigkeit von Asaf Jah VI. wurde er Mitregent neben Salar Jung I. Während letzterer nach England reiste, führte er die Staatsgeschäfte. Asam Jah vertrat seinen Onkel beim Empfang des Prince of Wales in Bombay, beim folgenden kaiserlichen Durbar in Delhi war er im Gefolge des elfjährigen Asaf Jah VI., der dort am Proclamation Day seinen ersten öffentlichen Auftritt hatte. Dabei erhielt er die Delhi Medaille verliehen.

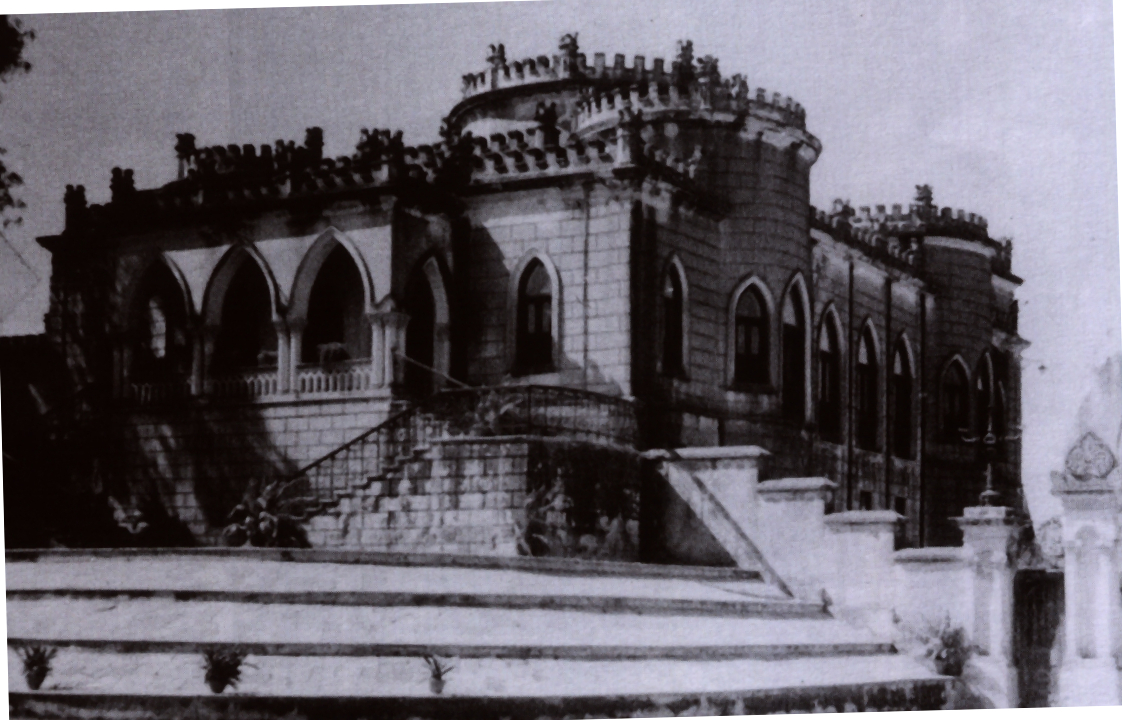
Asman Ghar Palast

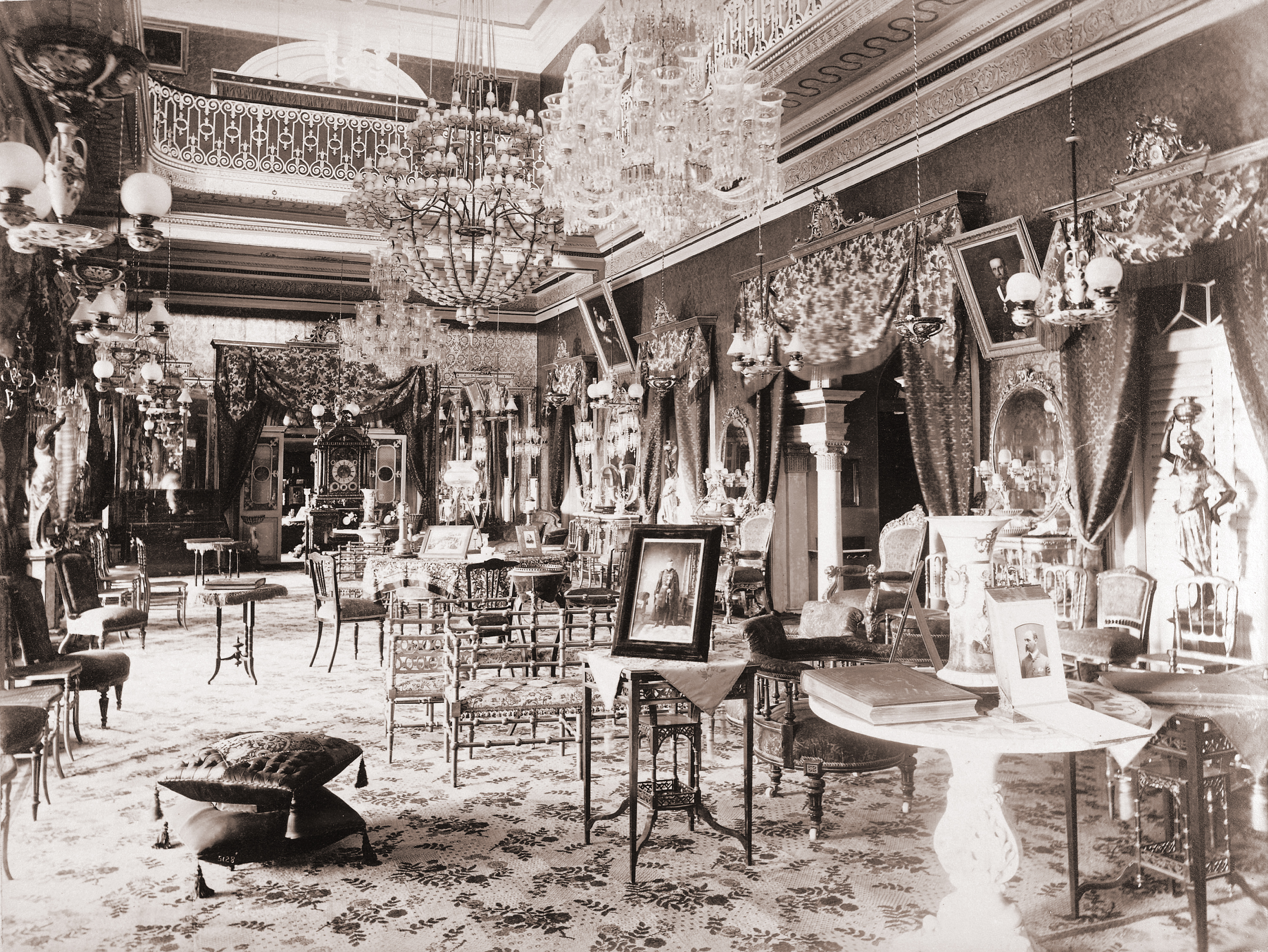
Innenräume der Familienresidenz Bashir Bagh.

Als Repräsentant des Nizam reiste er 1887 zu den Feiern aus Anlass des goldenen Thronjubiläums von Königin Viktoria nach London, wo am Rande, durch Abdul Huq, auch die Vergabe der landesweiten Bergbaukonzession an die Hyderabad (Deccan) Company eingefädelt wurde. Eine Woche nach seiner Rückkehr wurde er, als Nachfolger von Salar Jung II., zum Rat ernannt, ein Amt, das bereits früher geschäftsführend wahrgenommen hatte. In das Ende seiner Amtszeit fiel das eine minimale Mitsprache vorsehende Dekret Qanoon-cha-Mubarak (20. Februar 1893), an dessen Ausarbeitung Imud ul-Mulk und der Privatsekretär des Nizam Server Jung maßgeblich mit beteiligt waren. Ihm folgte im Amt Viqar ul-Umara.
In der Familienresidenz Bashir Bagh ließ er einen prächtigen Garten anlegen, zudem den Asman-Ghar-Palast im englisch-neugotischen Stil im Vorort Mallapet. Nördlich des Falkanuma Palasts erbaute man in seinem Namen den prächtigen Jahanuma Palast.